# Thank You For Everything
「Thank You For Everything」（センキュー・フォー・エブリシング）は、岩田さゆりの4枚目のシングル。本作で岩田が初めて作詞を手掛けた。全ての人に「ありがとう」と言う気持ちをこめて作詞を手がけたと本人がコメントしている。売り上げは自身最高を記録している。なお、タイアップ先となった『名探偵コナン』の同時期のオープニングテーマである倉木麻衣の「Growing of my heart」も同日に発売された。

## 収録曲
全作詞：岩田さゆり、全編曲：鎌田真吾
1. Thank You For Everything
作曲：小林正範
  - 読売テレビ系アニメ『名探偵コナン』エンディングテーマ
2. ホントの笑顔 ホントの気持ち
作曲：藤末樹
3. Thank You For Everything -TV version-
4. Thank You For Everything -Instrumental-

## 収録アルバム
- Thank You For…（#1）
- 岩田さゆり Best+（#1）
- THE BEST OF DETECTIVE CONAN 3 〜名探偵コナン テーマ曲集3〜（#1）

| テレビアニメ『名探偵コナン』エンディングテーマ 2005年10月24日 - 2005年12月19日 |                                         |                                     |
| 前作: 竹井詩織里 『世界 止めて』                                               | 岩田さゆり 『Thank You For Everything』 | 次作: ZARD 『悲しいほど貴方が好き』 |